# Seleucia karsholti
Seleucia karsholti is een vlinder uit de familie snuitmotten (Pyralidae). De wetenschappelijke naam is voor het eerst geldig gepubliceerd in 1995 door Vives.
De soort komt voor in Europa.